# 薩伯勒格穆沃省
薩伯勒格穆沃省是斯里蘭卡西南部內陸的一個省份。面積4,921平方公里。2001年人口為1,801,331人。首府拉特納普勒。下分2區。